# Emetofobia
L'emetofobia è il terrore di vomitare causato fondamentalmente dall'incapacità di dominare e prevedere i propri conati.
L'idea della perdita di controllo e dell'ansia di non sapere l'esito che avrà un senso di nausea provato, stanno alla base di questa fobia.
Spesso il soggetto è colto da crisi in momenti nei quali può rivelarsi difficile o imbarazzante isolarsi dalle persone a lui vicine (es.: allo stadio, al cinema, a scuola o più semplicemente a casa di amici). Nella stragrande maggioranza dei casi, gli attacchi di panico che seguono la paura di dover vomitare sono del tutto ingiustificati e non si risolvono quasi mai con effettivi conati.
Il soggetto affetto da questa fobia può provare senso di nausea anche per periodi molto più lunghi rispetto alla norma pur non avendo alcuna effettiva patologia fisica.
Spesso gli emetofobici sviluppano una vera e propria "resistenza psicologica" al vomito che impedisce loro di rimettere anche quando la cosa gioverebbe realmente all'organismo.
Sebbene alcuni emetofobici soffrano o abbiano sofferto in passato di anoressia nervosa, la correlazione di questa sindrome con un disturbo alimentare è quasi sempre errata perché nella maggioranza dei casi è solo la paura di vomitare a produrre restrizioni alimentari, con conseguente sottopeso.
Con il termine emetofobia ci si riferisce (a volte impropriamente) a una marcata avversione anche alla vista del vomito, ma sono piuttosto rari i casi di persone che sviluppano una reale fobia alla vista e spesso tale fobia è derivante da traumi.

## Definizione
La radice della parola emetofobia è "vomito", deriva dal greco dalla parola "emein" che significa "un atto o un'istanza di vomito", con fobia, che significa "un esagerato, solitamente inspiegabile e illogico timore di un particolare oggetto, classe di oggetti, o situazione". L'emetofobia si riferisce alla intensa paura di vomito, sensazione di nausea, vedere o sentire un'altra persona che vomita, o di vedere se stesso vomitare. Un individuo con emetofobia può temere una, alcune o tutte queste cose. Essi possono anche avere paura di sentire che qualcuno si sente di vomitare o che qualcuno ha vomitato, di solito in corrispondenza con la paura di vederlo o di vedere qualcuno vomitare. Come per ogni fobia, questi timori non sono sempre logici, ma sono presenti e molto reali. L'emetofobia non è limitata dall'età o dal livello di maturità. Ci sono casi di emetofobia presenti nell'infanzia e nell'adolescenza, così come nell'età adulta.